# Maria Jacoba von Schwarzenberg
Maria Jacoba von Schwarzenberg (* Mai 1515; † 1594) war eine Äbtissin des freiweltlichen Damenstifts Buchau im heutigen Bad Buchau am Federsee.

## Leben

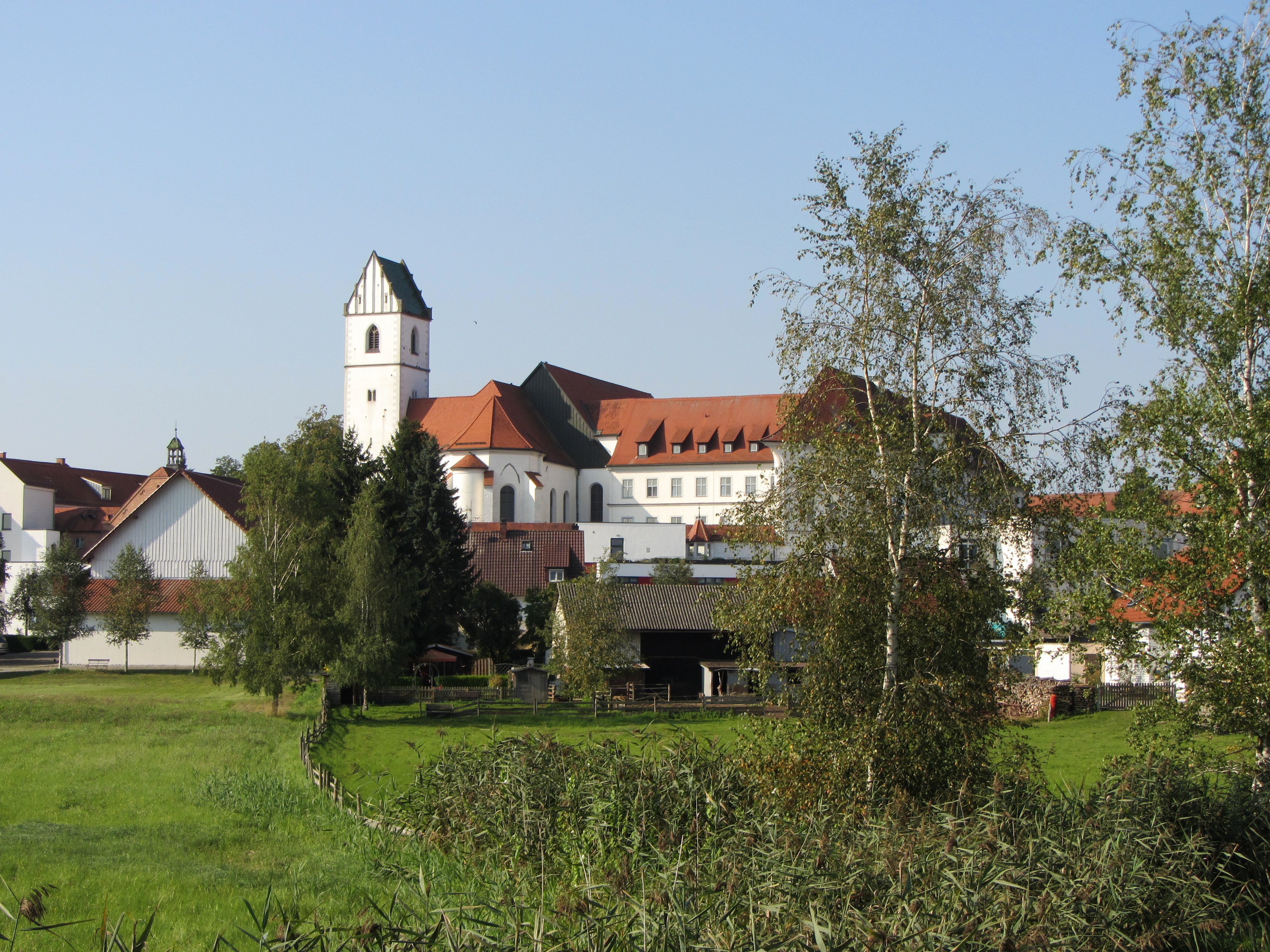
Stift und Kirche (2012)

Schwarzenberg entstammte einem fränkischen und böhmischen Adelsgeschlecht. Ihre Eltern waren der bayerische Landeshofmeister Christoph zu Schwarzenberg und Eva von Montfort.
Ihre Wahl zur Äbtissin fand am 1. Juni 1556 statt. Der Verlauf ihrer Amtszeit ist von einem Spannungsverhältnis zwischen Stift und dem Bischof von Konstanz gekennzeichnet. So geriet sie in Streit wegen der Zahlung der Annaten oder der Rechte des Bischofs über die Geistlichkeit des Stiftes, bei der Besetzung der einzelnen Pfarreien.

### Bautätigkeit
- Teilweiser Neubau der Abtei, 1582
- Plankentalkapelle in Kappel

Ein am dritten Pfeiler der Stiftskirche St. Cornelius und Cyprianus angebrachtes Epitaph, das an Äbtissin Jacoba erinnerte, wurde bei der Umgestaltung der Stiftskirche 1939/40 zerschlagen. Die verbliebenen Bruchstücke konnten 1949 in die äußere Stirnseite des Seitenschiffs eingemauert werden.
Sie verstarb im Jahre 1594.